# Międzynarodowy Zlot Morsów w Mielnie
Międzynarodowy Zlot Morsów w Mielnie – wydarzenie sportowe dla osób uprawiających zimowe kąpiele w lodowatej wodzie odbywające się w Mielnie od 2004 roku. Organizatorem imprezy jest Centrum Kultury w Mielnie. To największe tego typu wydarzenie w Polsce oraz jedno z największych na świecie. Odbywa się zawsze w drugi weekend lutego (od piątku do niedzieli).

## Historia
Pomysłodawcą zlotu był lokalny dziennikarz Hilary Kubsch, który spacerując zimą po plaży zauważył grupę kąpiących się w morzu osób. Postanowił z nimi porozmawiać i wspólnie uznali, że Mielno ma idealne warunki do zorganizowania tego typu wydarzenia. W czasie I edycji Zlotu do Bałtyku weszło 120 osób, impreza jednak z roku na rok rozrastała się coraz bardziej – zwiększała się liczba uczestników oraz lista atrakcji programu wydarzeń – dzięki czemu uzyskała status jednej z największych imprez tego typu na świecie.

## Rekordy Guinnessa
Międzynarodowy Zlot Morsów dwukrotnie pobił rekord guinnessa w największej liczbie osób kąpiących się w zimnym morzu w jednym czasie i miejscu. Po raz pierwszy w lutym 2010 roku kiedy to do wody weszło 1054 Morsów, a po raz drugi w lutym 2015 roku kiedy w wodzie zanurzyły się 1799 osoby.
Po raz trzeci z rekordami Guinnessa Mielno miało związek w grudniu 2015 r., kiedy to został pobity rekord – tym razem – w największej liczbie kąpiących się morsów w wielu miejscach w tym samym czasie. Do wody weszło wówczas 3717 osób w 42 lokalizacjach w Polsce.

## Organizacja wydarzenia
Za organizacje wydarzenia odpowiedzialne jest Centrum Kultury w Mielnie.

### Najważniejsze punkty programu
Zlot trwa 3 dni (tradycyjnie odbywa się w drugi weekend lutego) od piątku do niedzieli. W czasie zlotu odbywają się animacje i zawody sportowe (tzw. Turniej Mrozodporni). Uczestnicy mają do dyspozycji sauny oraz balie, które zostają zamontowane specjalnie na czas wydarzenia na głównym deptaku w Mielnie. W sobotę odbywają się tematyczne bale: jeden mniejszy oraz Wielki Bal Morsów, w którym może wziąć udział 1500 osób. Kulminacyjnym punktem zlotu jest parada ulicami Mielna oraz wspólna kąpiel w Bałtyku, która odbywa się zawsze o godzinie 12:00 w niedzielę. W czasie XV Międzynarodowego Zlotu Morsów w 2018 roku we wspólnej kąpieli wzięło udział 3212 osób.

### Hymn Międzynarodowego Zlotu Morsów
W czasie V Międzynarodowego Zlotu Morsów po raz pierwszy wykonano wspólnie hymn wydarzenia pt. Bałtyckie Morsy. Autorami utworu są Ryszard Ulicki oraz Grzegorz Pawelski.